# Esquadrão do Amor
Esquadrão do Amor foi um reality-show brasileiro transmitido pelo SBT que estreou no dia 3 de maio de 2011 e terminou no dia 10 de Janeiro de 2012. O programa era apresentado pela consultora de imagem Alana Rodrigues. O programa é dirigido por Ricardo Perez, o mesmo de Supernanny e SOS Casamento. Na sua primeira temporada foi também apresentado pelo psiquiatra Jairo Bouer, que deixou o programa devidos a outros compromissos. Sua segunda temporada teve estreia no dia 23 de agosto de 2011.
A partir de 27 de março de 2014, o programa passa a ser reprisado todas as quintas-feiras às 18h30, dentro do novo Quem Não Viu, Vai Ver.

## Sinopse
Todo mundo quer amar e ser amado. Mas na vida real, as coisas podem ficar complicadas. Às vezes, é preciso a ajuda de alguém para fazer as coisas acontecerem, alguém que dê aquele empurrão que faltava, o incentivo para se descobrir e mostrar para o mundo a sua essência, sem travas, sem barreiras. Esta é a missão do reality que trata de relacionamentos, descobertas e ajuda quem tem problemas em expressar o amor próprio e o amor ao próximo. Cada participante traz uma questão em aberto cujo ponto em comum é o amor, e os especialistas vão ajudá-lo a criar pontes para relações difíceis. "É um programa do bem que tenta fazer as pessoas vencerem inibições, barreiras e bloqueios para chegar num objetivo, que, em geral é se declarar a quem ama", explica Bouer.

## Audiência
O programa oscilava entre 4 e 7 pontos de média ficando algumas vezes na vice-liderança.

## Apresentadores

### 1° Temporada

#### Jairo Bouer
Psiquiatra e especialista em comportamento, Jairo Bouer está há mais de 12 anos na televisão tirando dúvidas das pessoas sobre os mais diversos assuntos.

#### Alana Rodrigues Alves
Consultora de imagem, Alana Rodrigues Alves ajuda os participantes do reality a transformar o visual para se preparar para um grande encontro. Alana atua na área há mais de 10 anos.

### 2° Temporada
A segunda temporada marca a saída de Jairo Bouer e assim, a apresentação fica a cargo de Alana Rodrigues Alves.

## Ligações Externas
- Página oficial